# Nuffield Organisation
Die Nuffield Organisation war ein Automobilhersteller im Vereinigten Königreich.
Benannt ist sie nach William Richard Morris, 1. Viscount von Nuffield.

## Geschichte

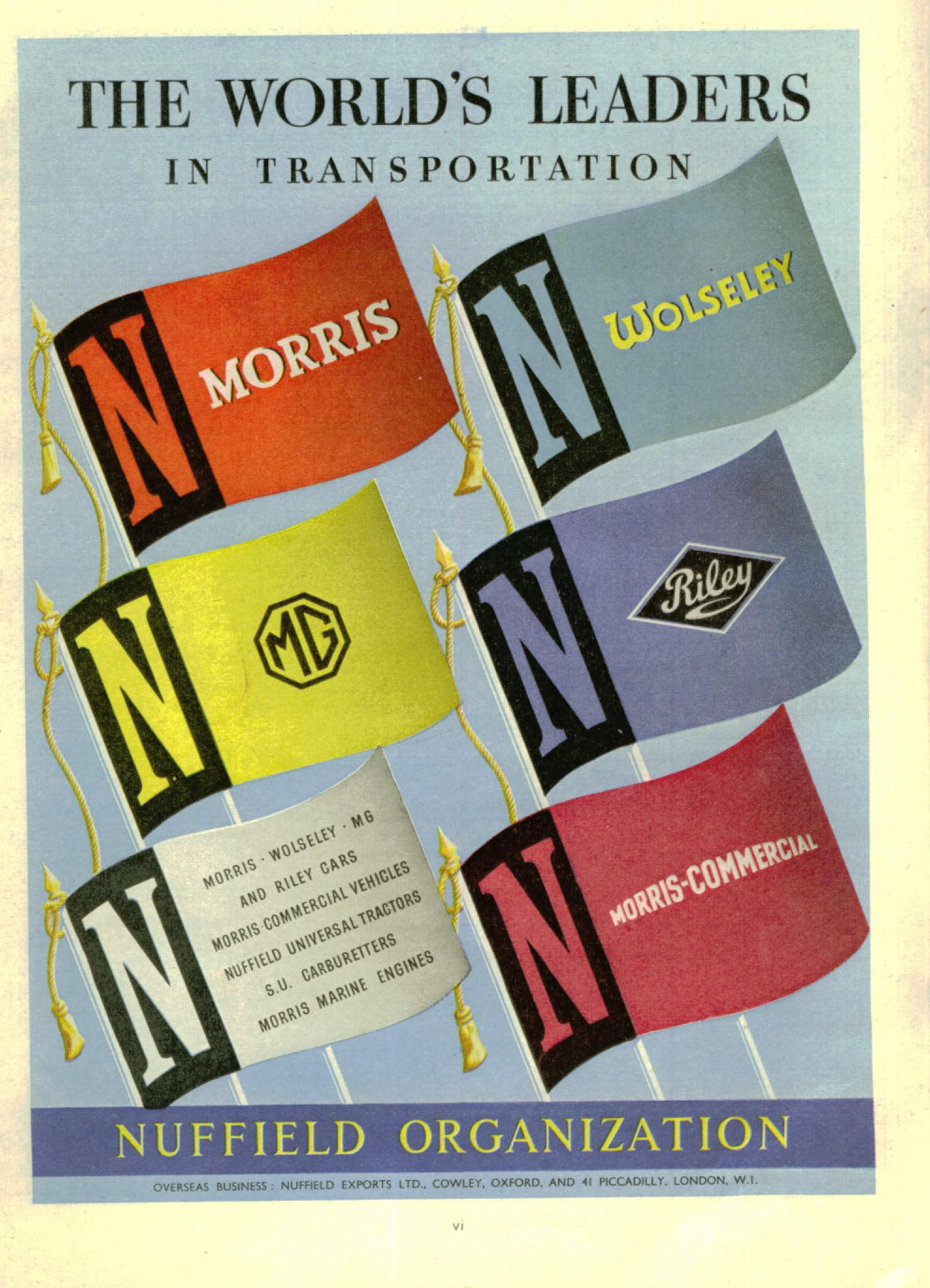
Nuffield Organization

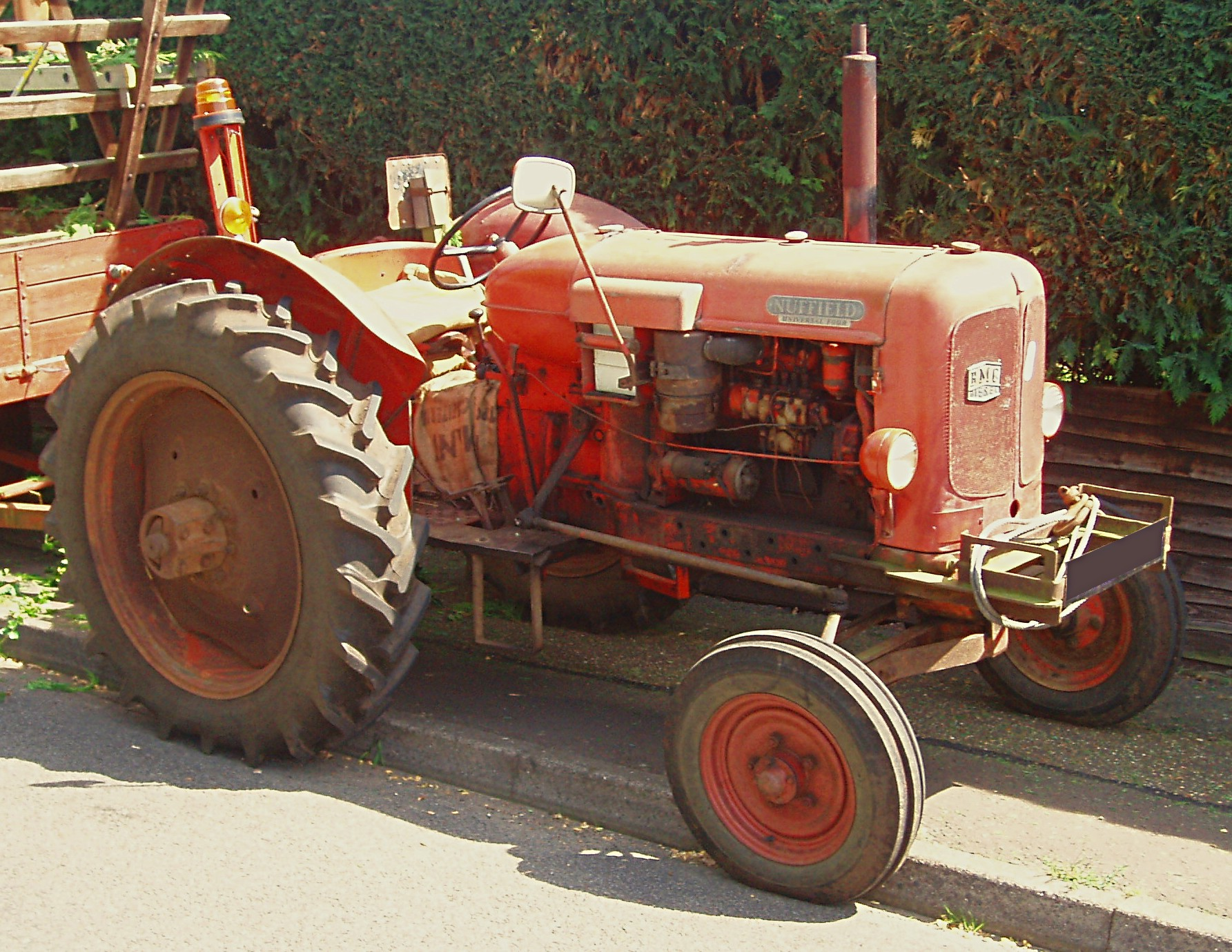
Nuffield Universal Four

Die Nuffield Organisation entstand 1938. Damals vereinte William Richard Morris die drei in seinem Besitz befindlichen Automobilhersteller Morris Motor Company, MG und Wolseley mit der im selben Jahr von ihm erworbenen Firma Riley.
In den frühen 1940er Jahren entwickelte man den am Fallschirm absetzbaren und schwimmfähigen „Nuffield Guppy“
1947 entwickelte man unter dem Namen „Nuffield Gutty“ drei Fahrzeugprototypen für das britische Kriegsministerium.
1948 begann man die Fertigung von Traktoren.
1952 fusionierte Nuffield mit der Austin Motor Company zur British Motor Corporation.